# انصهار

الانصهار عملية تؤدي إلى تغير حالة المادة من الحالة الصلبة إلى حالة سائلة. تزداد الطاقة الداخلية للطور الصلب (عادة من جراء تطبيق الحرارة) إلى درجة حرارة معينة (تسمى نقطة الانصهار) والتي يتحول عندها إلى الطور السائل، ويسمى الجسم الذي ذاب تماماً بالمنصهر، ويحدث الانصهار عند درجة الحرارة التي يتواجد عندها الطور الصلب والسائل للمادة النقية في حالة توازن. عند الوصول إلى نقطة الانصهار سيؤدي المزيد من الحرارة إلى تحول الجسم الصلب تدريجياً إلى سائل بدون تغير في درجة الحرارة، ولكنه أثناء هذه الحالة يحصل على ما يسمى حرارة الانصهار. درجة الأنصهار وحرارة الانصهار خاصتان من خواص المادة. حرارة انصهار مادة تكون عند ذوبان جميع المادة الصلبة، فإن الحرارة الإضافية سوف ترفع درجة حرارة السائل.
مثال: ينصهر الثلج عند درجة حرارة 0 درجة مئوية ، وحرارة انصهاره تساوي 333.500 جول/كيلوجرام. تلك الحرارة هي اللازمة لتحويل 1 كيلوجرام من الثلج إلى ماء. أثناء عملية التحول تبقى درجة الحرارة ثابتة عند الصفر المئوي حتى يتم تحول كل الثلج إلى ماء.
نقطة الانصهار للمادة الصلبة البلورية هي صفة مميزة للمادة، وتستخدم لتعيين هوية المركبات والعناصر النقية. معظم الخلائط والأجسام غير البلورية (أمورفية = يكون توزيع الذرات فيه عشوائيا بدون تنظيم) تنصهر ضمن مجال من درجات الحرارة.
تعتبر نقطة انصهار المادة الصلبة عمومًا هي نفسها نقطة تجمد المادة السائلة . وقد يتجمد السائل وفق عدة أنظمة بلورية مختلفة ، ولأن الشوائب تخفض درجة حرارة التجمد، فالواقع يفرض أن تكون درجة حرارة التجمد ليست مساوية لدرجة حرارة الانصهار. وبالتالي لتعيين هوية المادة يتم اللجوء إلى درجة حرارة الانصهار. فمثلا، تحتاج بلورات الماء إلى نويات تبدأ حولها تشكل البلورات. فالماء في كأس نظيف سوف يبرد لعدة درجات تحت نقطة تجمده بدون أن يتجمد.
من وجهة نظر الديناميكا الحرارية، يكون التغير في طاقة جيبس الحرة للمادة عند نقطة الانصهار مساويًا للصفر، بسبب ازدياد السخانة (H) والاعتلاج (S)ا (ΔH,ΔS> 0). تحدث ظاهرة الانصهار عندما تصبح طاقة جيبس الحرة للحالة السائلة أقل منها للحالة الصلبة. وعند ضغوط متنوعة، يحدث هذا في درجة حرارة محددة. ويمكن أيضا أن يكون:
{\displaystyle \Delta S={\frac {\Delta H}{T}}}
حيث "{\displaystyle T}"،"{\displaystyle \Delta S}"، و"{\displaystyle \Delta H}". هي على التوالي درجة الحرارة عند نقطة الانصهار، التغيير في إنتروبي الانصهار، التغيير في سخانة الانصهار.

## انصهار مادة صلبة

انصهار مادة صلبة نقية ثم تبخرها بعد تحولها إلى سائل : تغير درجة الحرارة مع زيادة زمن التسخين.

عندما نقوم بتسخين مادة صلبة نقية تبدأ درجة حرارته في الارتفاع حتى تصل إلى نقطة الانصهار وتحول الحرارة التي يمتصها الجسم الصلب إلى سائل . خلال تلك الفترة تظل درجة حرارة النظام ثابته حتى تتحول كل المادة الصلبة إلى حالة سائلة (تحول الطور ). وبعدما تتحول كل قطعة المادة الصلبة إلى سائل تبدأ درجة حرارة السائل في الزيادة مع استمرار التسخين . ويستمر ارتفاع درجة حرارة السائل بمواصلة التسخين حتى تصل درجة حرارته إلى نقطة الغليان ، وعندها يبدأ السائل يتحول إلى بخار . وهذا أيضا هو تحول طوري آخر .
خلال عملية التبخير تبقى درجة حرارة النظام ثابتة . فمثلا بالنسبة للماء تظل درجة حرارة الماء الذي يغلى ثابته عند درجة 100 درجة مئوية حتى يتحول كل الماء إلى بخار . في هذه الاثناء يختزن البخار الحرارة التي اكتسبها خلال تحوله من حالة سائلة إلى طور حالة غازية في هيئة حرارة كامنة .
كمية الحرارة اللازمة لانصهار مادة تسمى حرارة انصهار أو انثالبي الانصهار أو الحرارة الكامنة للانصهار ، وهي تقاس جول/مول ، أو تقاس جول/كيلوجرام .
ويبين الشكل البياني تغير درجة الحرارة (المحور الرأسي) للمادة الصلبة مع زمن التسخين (المحور الأفقي) . ونرى ثبات درجة الحرارة عند تحول المادة الصلبة إلى سائل ، وكذلك ثبات درجة الحرارة عند نقطة الغليان أثناء تحول السائل إلى بخار .

## حرارة انصهار بعض المواد
| المادة               | حرارة الانصهار (ألف جول/كيلوجرام) | حرارة الانصهار (ألف جول/مول) |
| -------------------- | --------------------------------- | ---------------------------- |
| الألمونيوم           | 398                               | 10,7                         |
| الرصاص               | 23,4                              | 4,85                         |
| الكروم               | 325                               | 16,93                        |
| الحديد               | 268                               | 15,0                         |
| الذهب                | 63                                | 12,4                         |
| الجرافيت             | 16750                             | 201                          |
| الكادميوم            | 55                                | 6,2                          |
| البوتاسيوم           | 63                                | 2,5                          |
| الكوبلت              | 291,8                             | 17,2                         |
| ثاني أكسيد الكربون   | 180                               | 7,9                          |
| النحاس               | 210                               | 13,3                         |
| المغنسيوم            | 373                               | 9,1                          |
| المنجنيز             | 264                               | 14,5                         |
| الصوديوم             | 113                               | 2,6                          |
| النيكل               | 301                               | 17,7                         |
| البرافين             | 200 ... 240                       |                              |
| الفسفور              | 21                                | 0,7                          |
| البلاتين             | 100                               | 19,5                         |
| الزئبق               | 11,81                             | 2,37                         |
| الأكسجين             | 13                                | 0,2                          |
| الكبريت l (monoklin) | 38                                | 1,2                          |
| الفضة                | 105                               | 11,3                         |
| السيليكون            | 1803,7                            | 50,66                        |
| شمع                  | 176                               |                              |
| ماء                  | 333,5                             | 6,01                         |
| الهيدروجين           | 59                                | 0,06                         |
| التنجستن             | 191,3                             | 35,2                         |
| الزنك                | 113                               | 7,4                          |
| القصدير              | 59                                | 7,03                         |

### انصهار غير متوافق
الانصهار غير المتوافق (بالإنجليزية: Incongruent melting)‏ هو تمييع مادة صلبة يتصاحب بتفكك أو تفاعل المادة الصلبة مع المادة المنصهرة لتعطي مادة صلبة أخرى وطور سائل يختلفان بتركيبهما عن المادة الصلبة الأصلية. مثال، مادة إنستاتايت(Enstatite)، وهي سيليكات المغنزيوم MgSiO3، تنصهر بشكل غير متوافق عند ضغط منخفض لتشكل فورسترايت (Forsterite) والتي هي نوع آخر من سيليكات المغنزيوم Mg2SiO4، وسائل غني بالسيليكا SiO2. عند ضغط يتراوح بين 2,5 و 5,5 كيلوبار، يصبح انصهار الإنستاتايت متوافقًا.

## اقرأ أيضا
- درجة الغليان
- حرارة التبخر